# Forteresse Médicis (Sienne)
La forteresse Médicis (en italien : Fortezza Medicea, également connue sous le nom de Forte di Santa Barbara) est un édifice militaire de l'ancienne république de Sienne construit entre 1561 et 1563 sur ordre du duc de Florence Cosme Ier de Toscane et situé dans la ville de Sienne (province de Sienne) en Toscane,.

## Historique

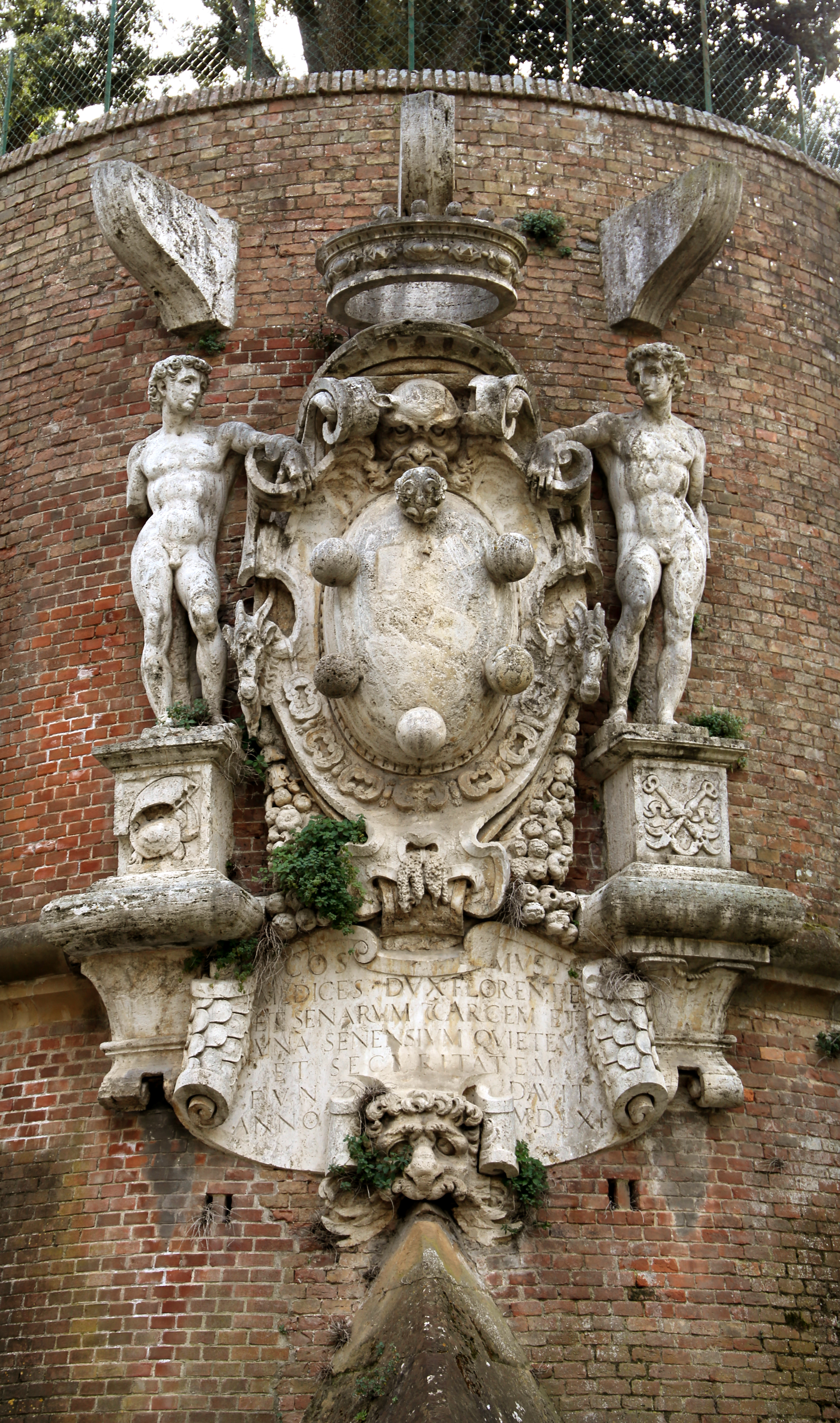
Armoiries des Médicis sur le bastion San Francesco.

L'endroit où se trouve l'actuelle forteresse médicéenne siennoise des Médicis, se trouvait auparavant un fort (appelé Cittadella) construit par l'empereur et roi d'Espagne Charles Quint en 1548, dans le but de soumettre la république de Sienne et d'en faire une forteresse impériale en Italie centrale. L'emplacement du fort, plutôt que de faire face aux menaces extérieures, a en fait été décidé dans le but de contrôler la ville. En entreprenant sa construction, sous prétexte d'éviter des conflits entre les factions de la ville, l'ambassadeur Diego Hurtado de Mendoza a mis en œuvre des provocations répétées, comme l'étêtage des nombreuses anciennes maisons-tours nobles dont la ville se vantait, pour trouver des matériaux de construction.
Le 26 juillet 1552, cependant, les Siennois se soulevèrent contre les Espagnols, les assiégeèrent dans la forteresse non encore achevée, les chassèrent de la ville et commencèrent la démolition du symbole détesté de l'esclavage.
Au cours de la guerra di Siena (it), les Siennois furent contraints de réactiver la forteresse, qui faisait face au camp impérial, d'où les batteries d'artillerie pilonnaient la ville. Environ trois ans plus tard, le 21 avril 1555, Sienne, assiégée pendant plus d'un an par les troupes espagnoles et médicéennes, se rendit épuisée face à ses ennemis. Pendant ce temps, la république de Sienne, soutenue par ses alliés français, poursuit une résistance totale, abritée à Montalcino. Les traités du Cateau-Cambrésis (2 et 3 avril 1559) entre la France et la maison de Habsbourg conduisit la république de Sienne, laissée sans alliés, à sa capitulation définitive ; l'état de Sienne fut donc attribué, en raison des lourdes dépenses engagées, au duc Cosme de Médicis.
Afin d'étouffer toute tentative de nouvelle rébellion des Siennois, Cosme Ier de Toscane ordonna la reconstruction de l'actuelle forteresse Médicis à l'endroit même où se trouvait la citadelle espagnole. Le bâtiment a été conçu par l'architecte d'Urbino Baldassarre Lanci et les travaux ont commencé en 1561. Deux ans plus tard, en 1563, la forteresse est achevée.

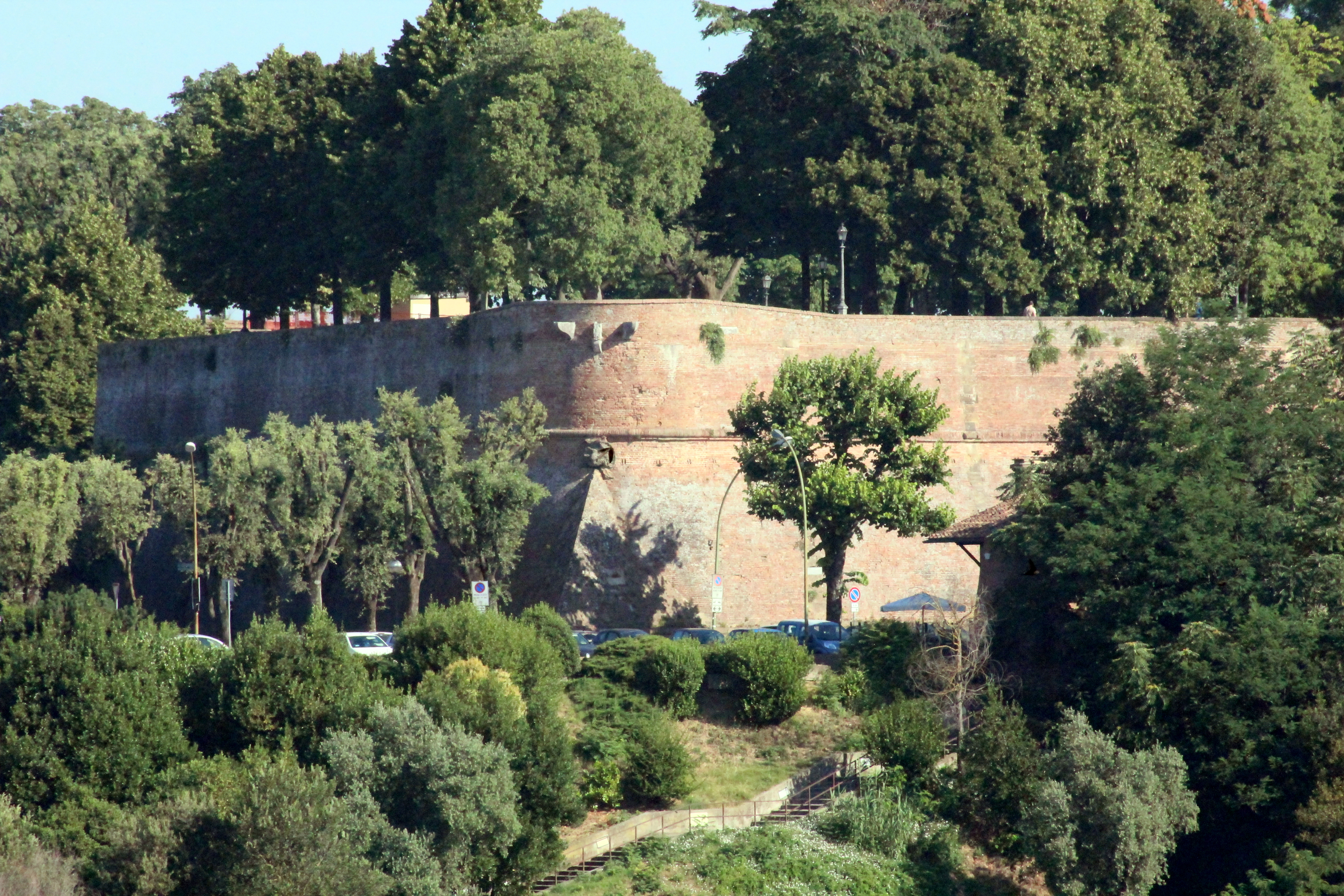
Autour des remparts.

La forteresse siennoise des Médicis n'a été démilitarisée qu'à la fin du XVIIIe siècle, par le grand-duc Pierre-Léopold de Habsbourg-Lorraine. À partir de ce moment, l'espace en face, la Lizza, où se déroulaient les exercices militaires, fut transformé en jardin et devint partie intégrante des lieux de la vie publique siennoise.
En 1937, à la suite de travaux de restauration, même l'intérieur de la forteresse, jusqu'alors utilisée comme caserne, fut transformé en jardin public, comme c'est encore le cas aujourd'hui. Le fort siennois accueille également un caviste, des expositions, ainsi que divers types d'événements, dont des concerts organisés par l'association Siena Jazz, qui a son siège opérationnel dans la forteresse.

## Description

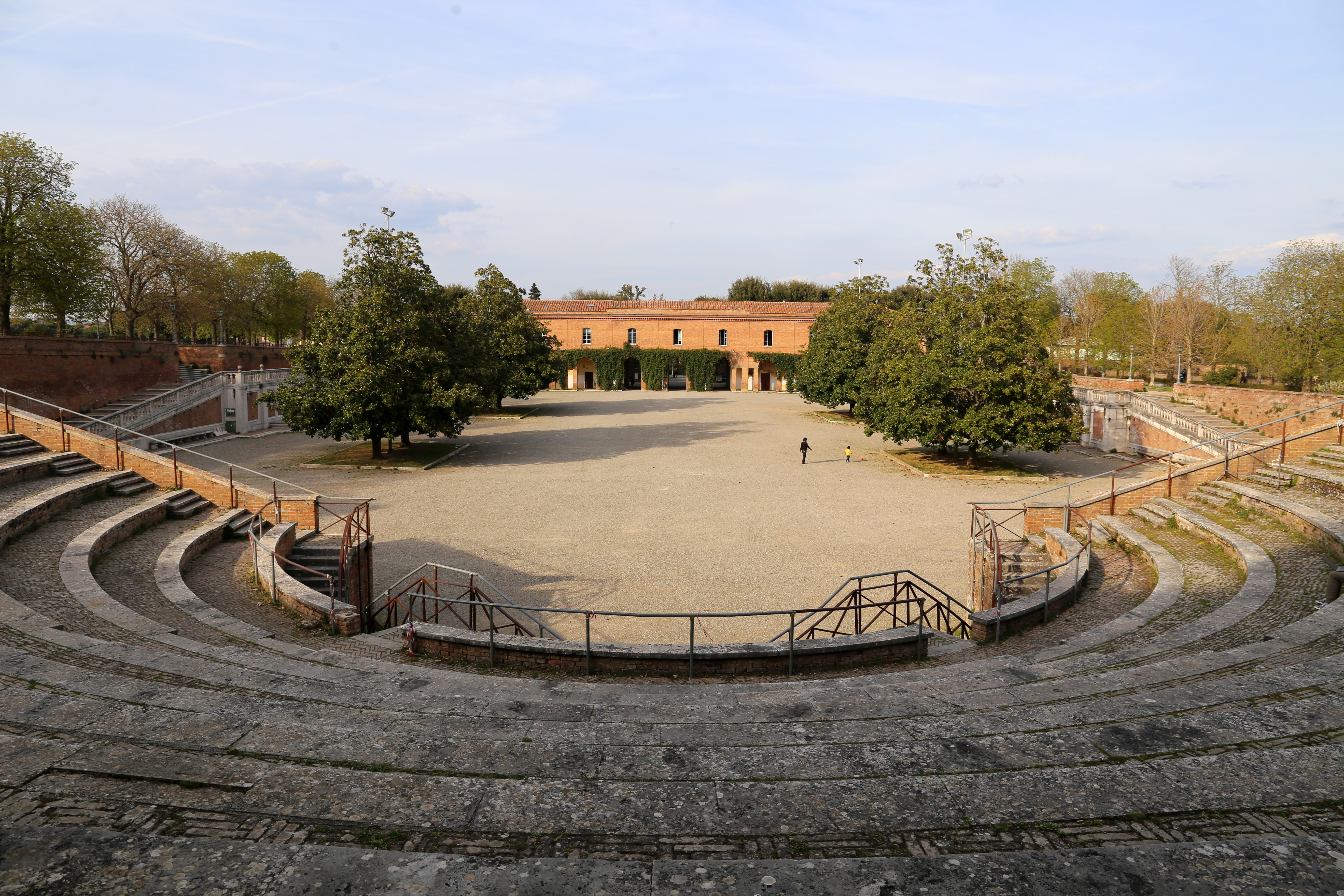
L'amphithéâtre de la place d'armes.

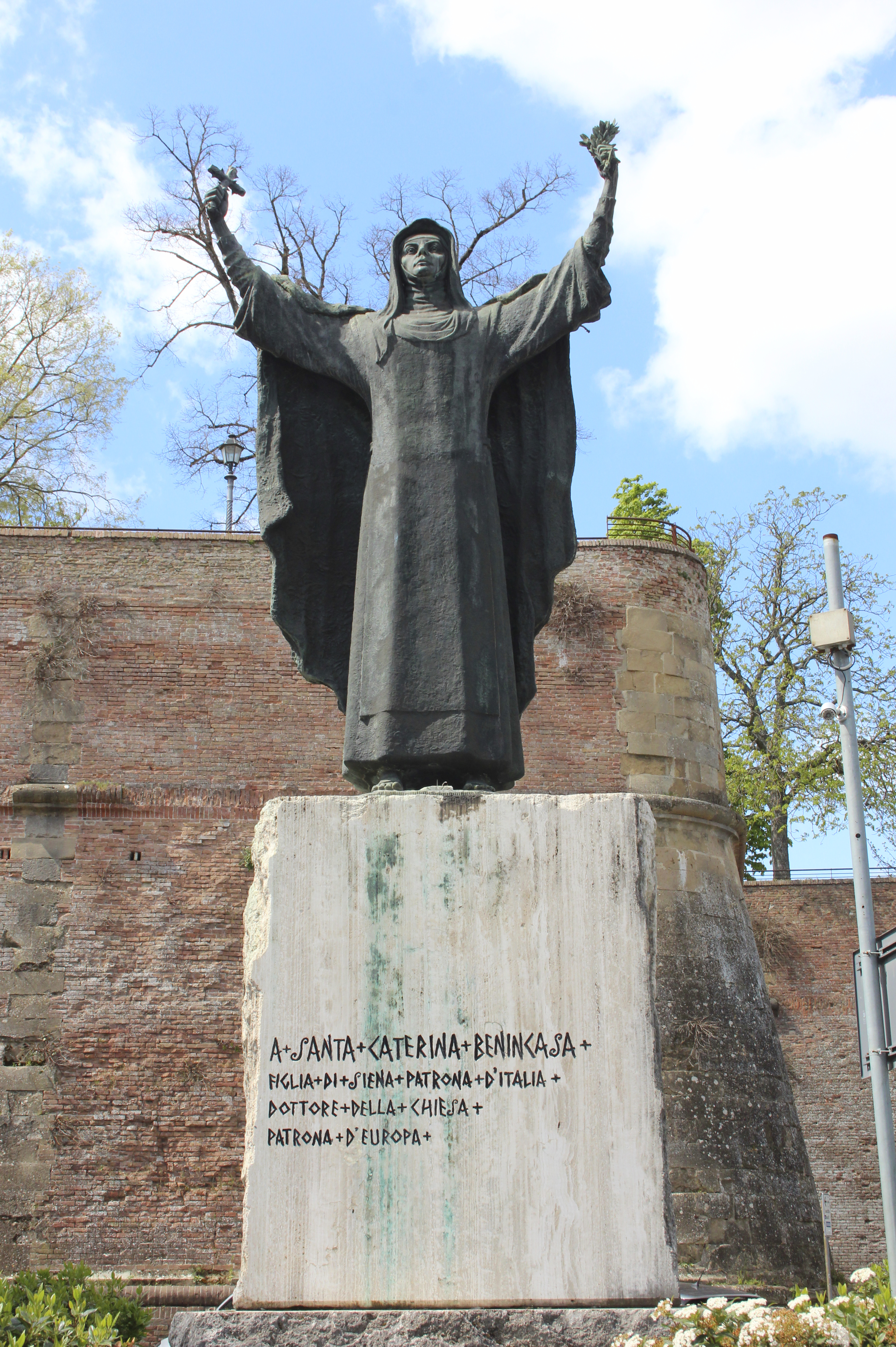
Sainte Catherine de Sienne.

Construite à l'origine avec un plan différent, avec une sorte de pince ajoutée au volume principal, pour former une forme enveloppante en L, qui rendait impraticable le siège depuis la direction de la ville, la Forteresse Médicis, réutilisant certainement le bâtiment précédent, a été transformé en structure quadrilatérale telle qu'elle apparaît aujourd'hui. À chaque angle du fort, construit en briques, se dressent quatre imposants bastions pentagonaux, selon le schéma de la fortification bastionnée à l'italienne, appelés San Filippo, San Francesco, San Domenico et La Madonna. Sur les bastions orientés au nord, à l'est et à l'ouest, les armoiries des Médicis sont apposées en travertin, au-dessus d'une tête de lion ; sur le bastion orienté au sud, il ne reste cependant que la tête de lion. Ces sculptures sont attribuées au Florentin Francesco Camilliani.
La forteresse a des dimensions considérables : le quadrilatère interne mesure environ 180 m de long et 125 m de large, tandis que les bords les plus extérieurs des bastions décrivent un quadrilatère externe d'environ 200 m de large et 270 ms de long. L'ensemble du périmètre extérieur de la forteresse mesure environ 1 500 m.
L'entrée de la Forteresse, autrefois défendue par un pont-levis, se situe du côté nord-est, à proximité des jardins de la Lizza. À l’intérieur, le long du périmètre des murailles, de larges passerelles sont aménagées et l’épaisseur même des murs, flanquée d’arbres et de bancs, a été transformée en avenues. Au centre, sur l'esplanade, une structure en forme d'amphithéâtre a été créée afin d'accueillir des spectacles d'été en plein air.
À l'extérieur, la forteresse est flanquée à l'est par le stade Artemio-Franchi et au nord par les jardins de la Lizza. Du côté sud-ouest se trouvent les jardins de la forteresse. Sur le côté sud-est, face au centre historique de la ville, a été érigée une statue représentant sainte Catherine de Sienne.

### Palio de Sienne
Le 17 août 1874, la Forteresse accueille un « Palio alla Romana » (non officiellement reconnu) disputé par 9 Contrade et remporté par la Nobile Contrada dell'Oca (it).
Conformément à la proclamation de Violante-Béatrice de Bavière (1730), la forteresse fait partie du territoire de la Contrada Sovrana dell'Istrice (it).

## Galerie

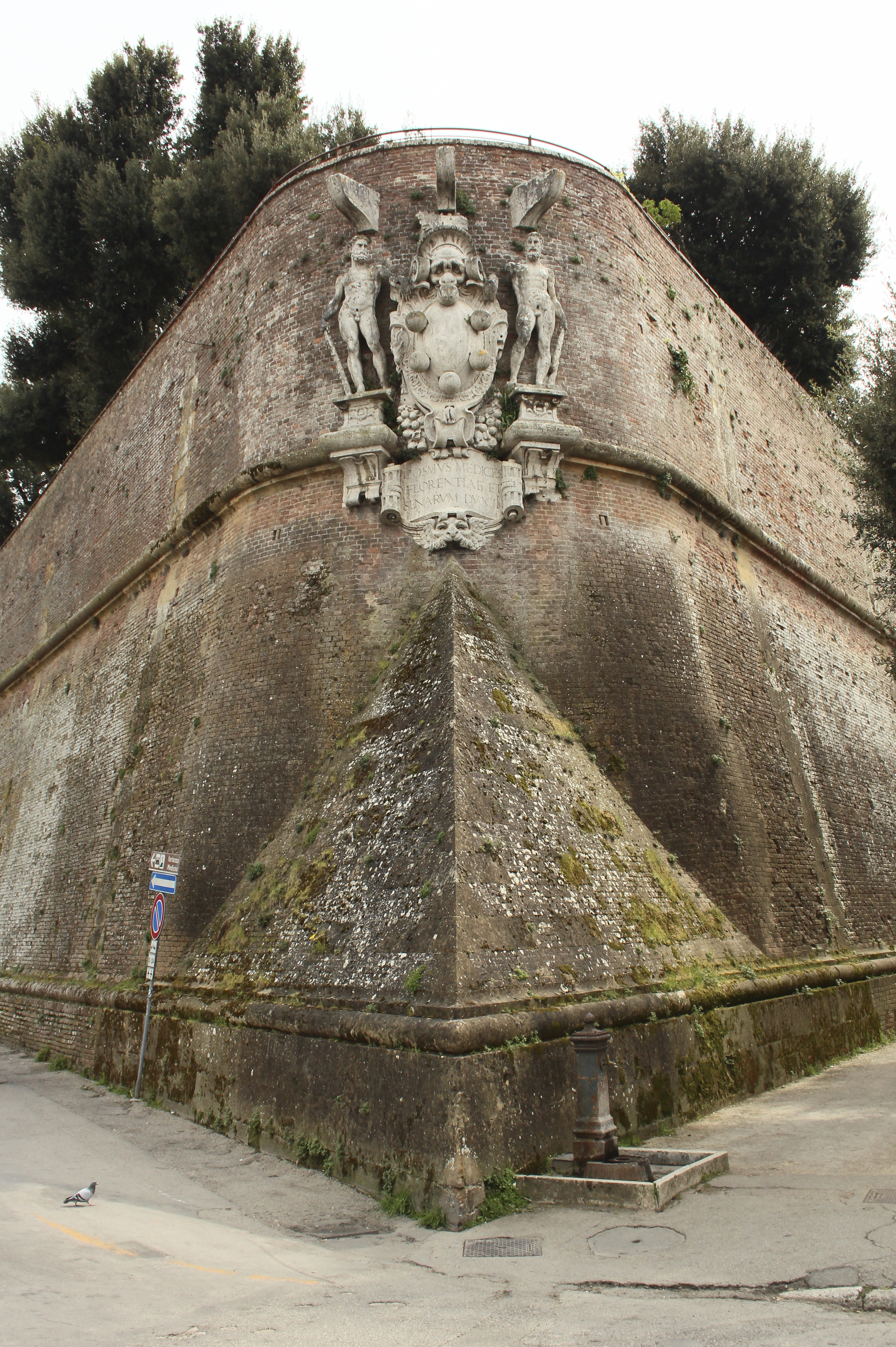
Le bastion San Filippo.
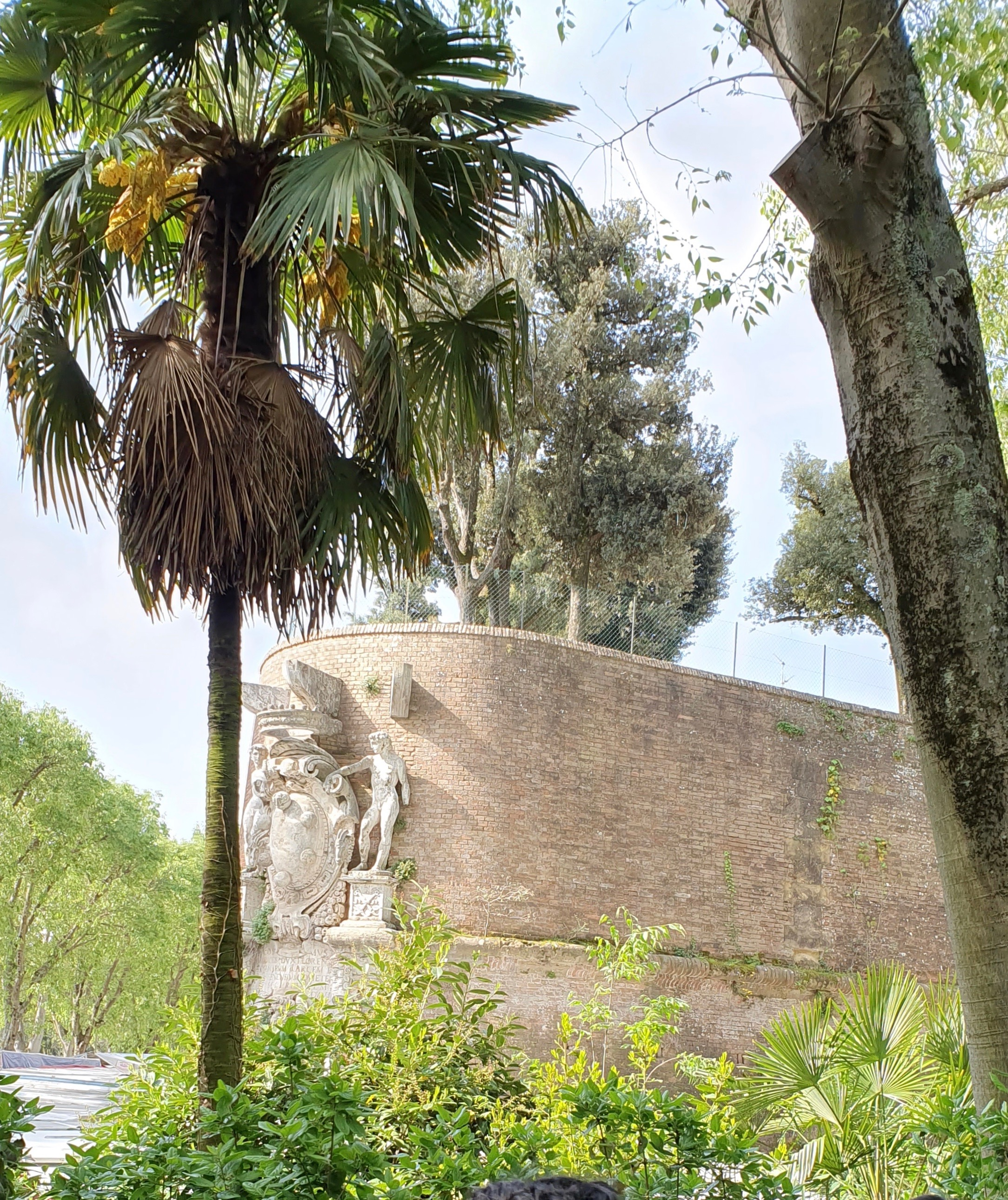
Le bastion San Francesco.
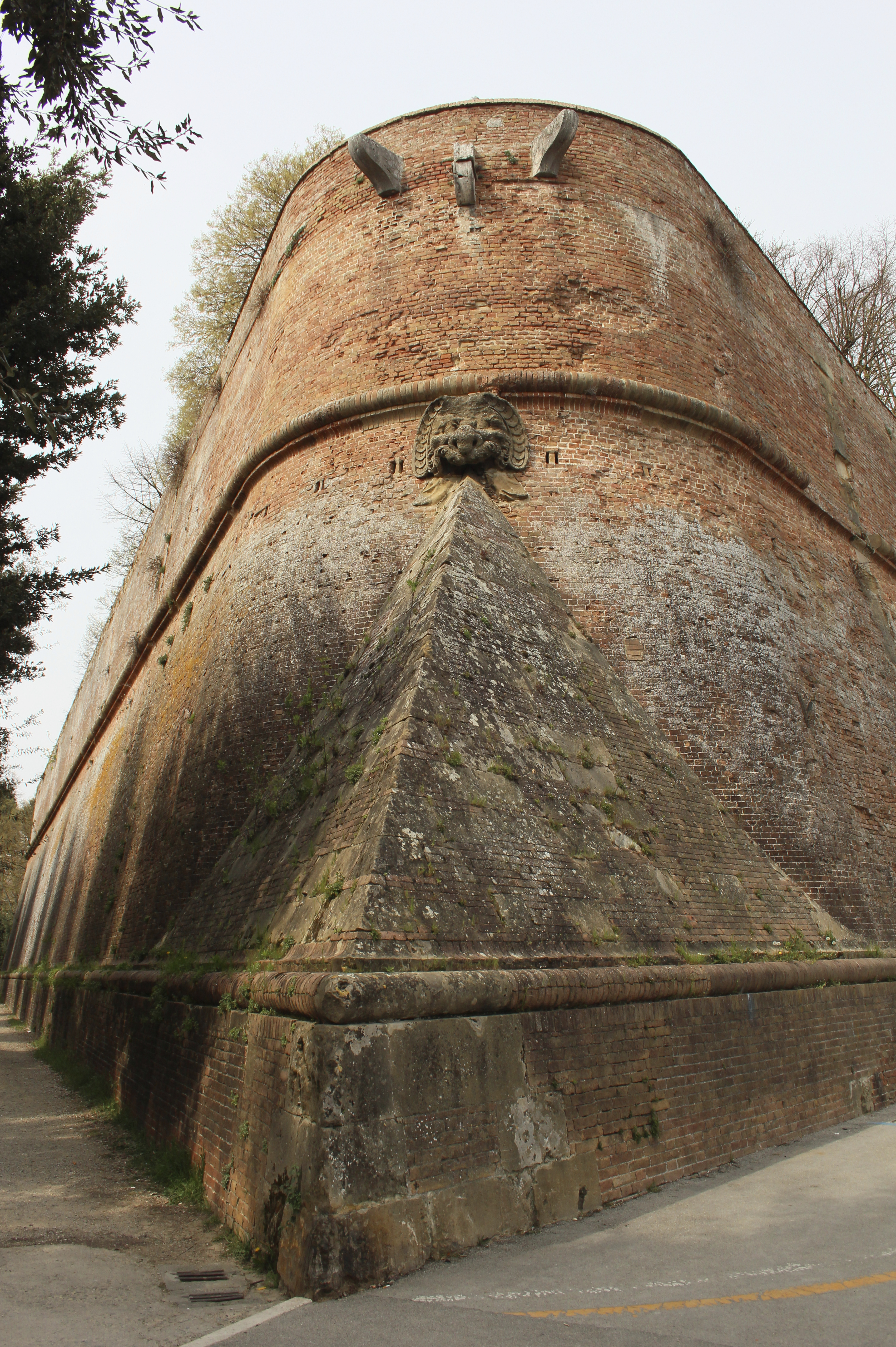
Le bastion San Domenico.
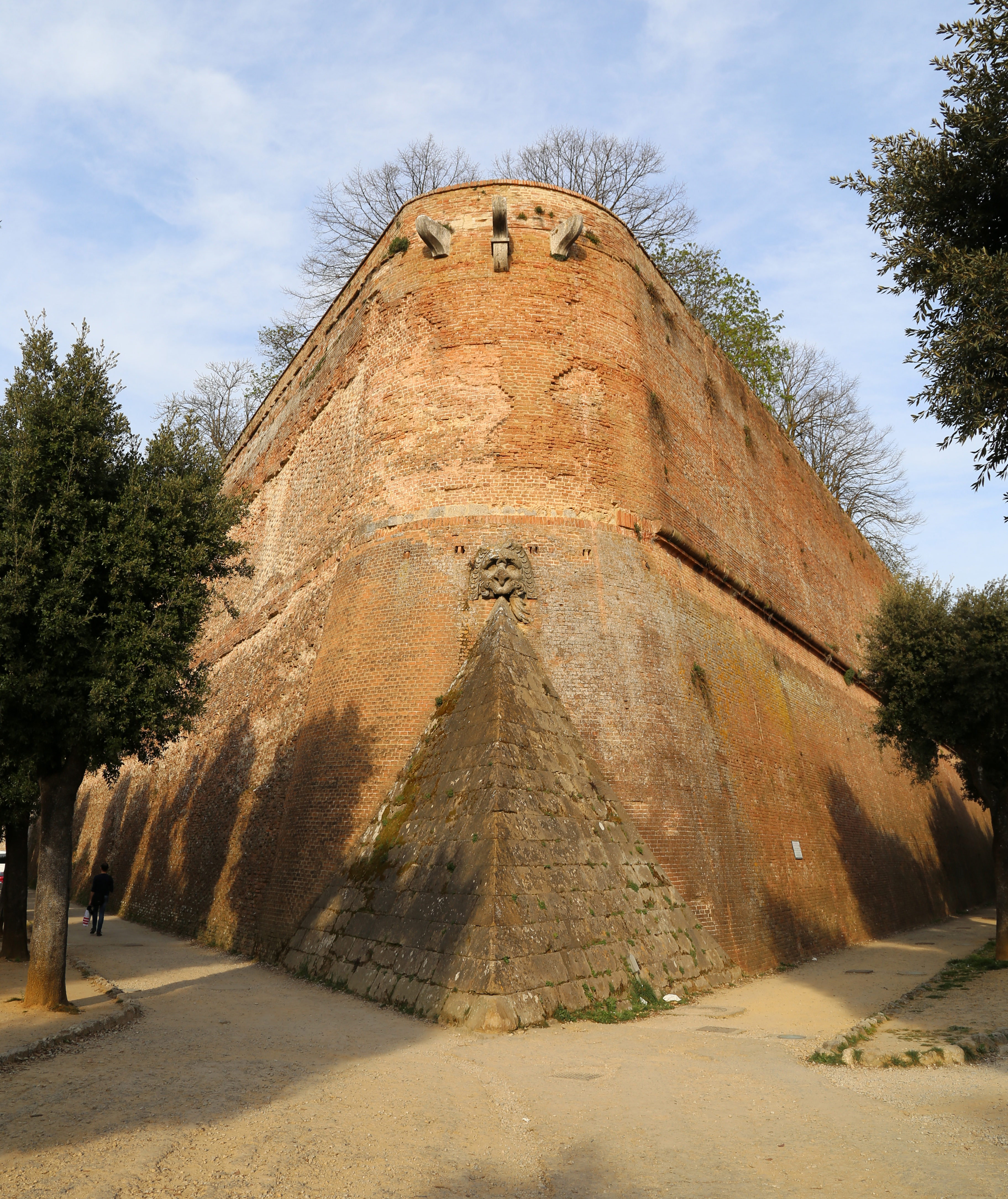
Le bastion de La Madonna.
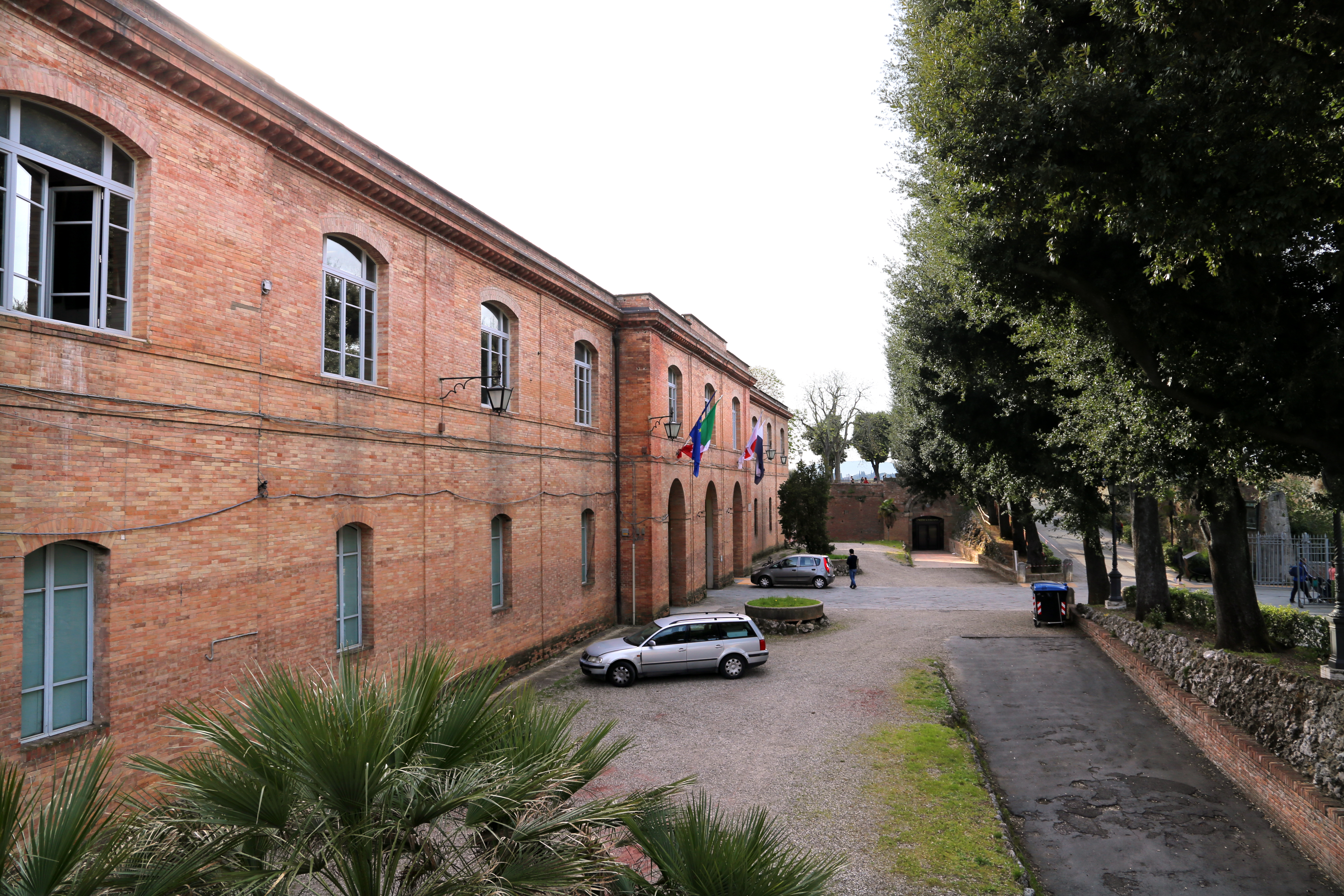
La caserne Santa Barbara.
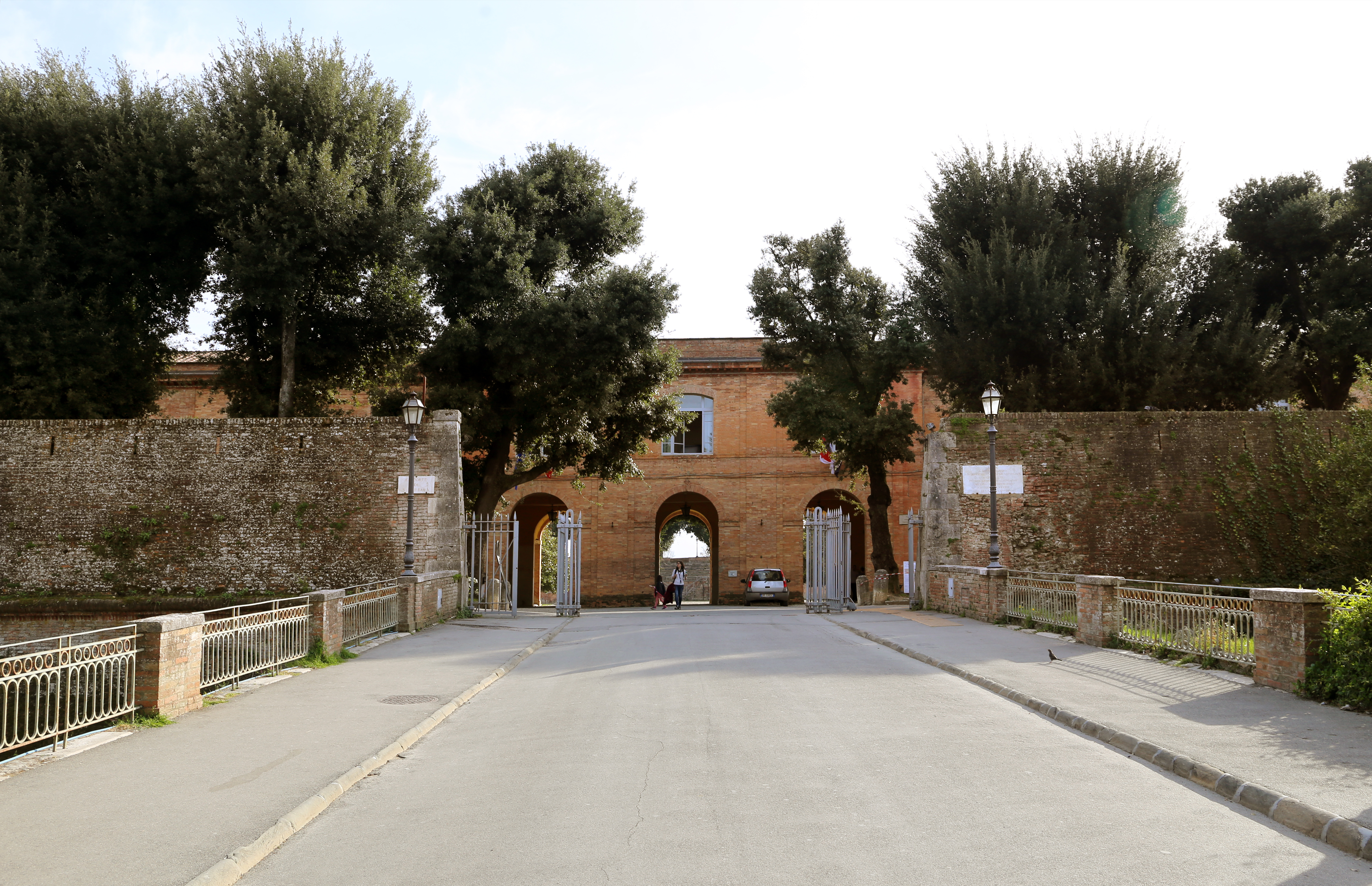
L'entrée de Santa Barbara.
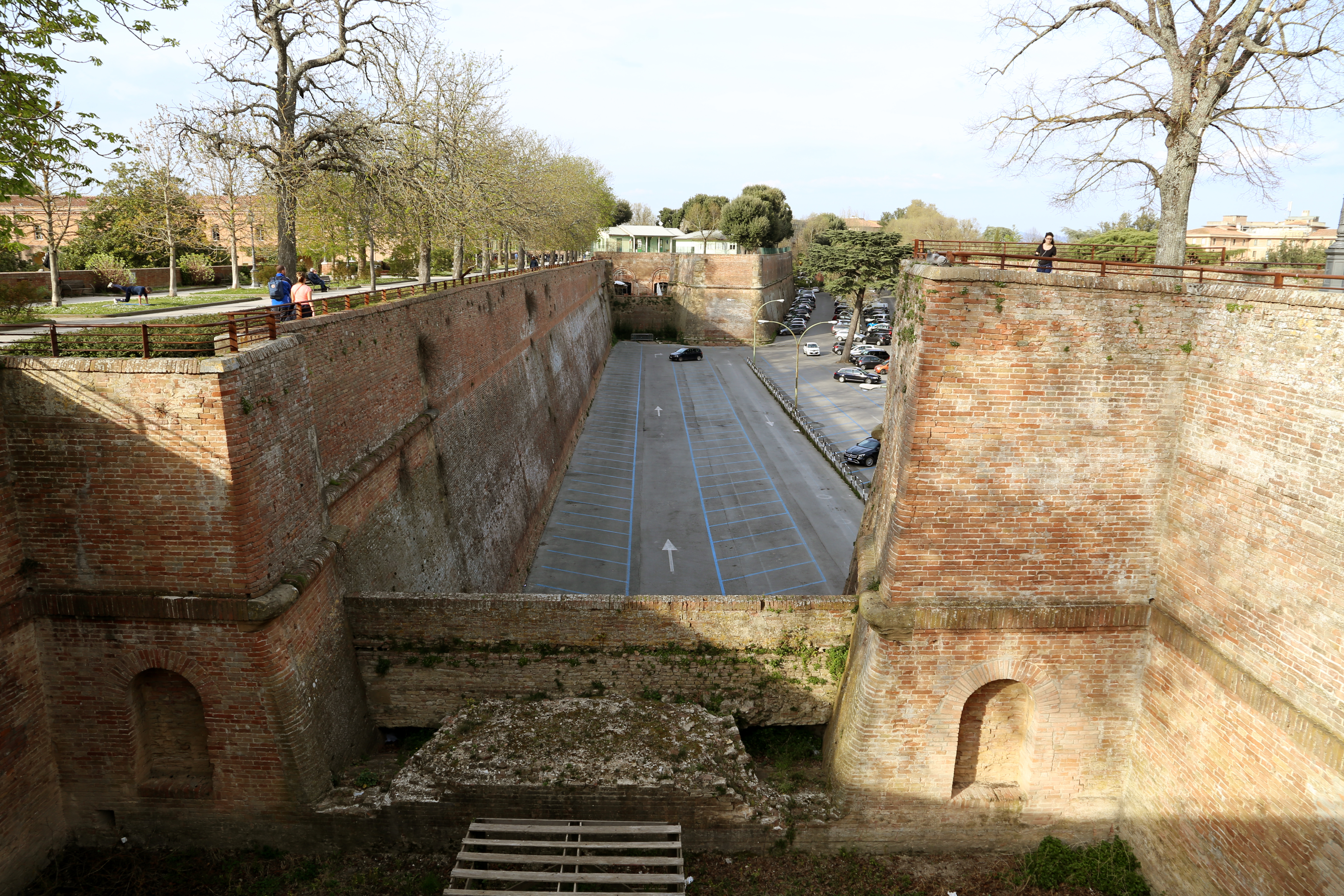
Les remparts.
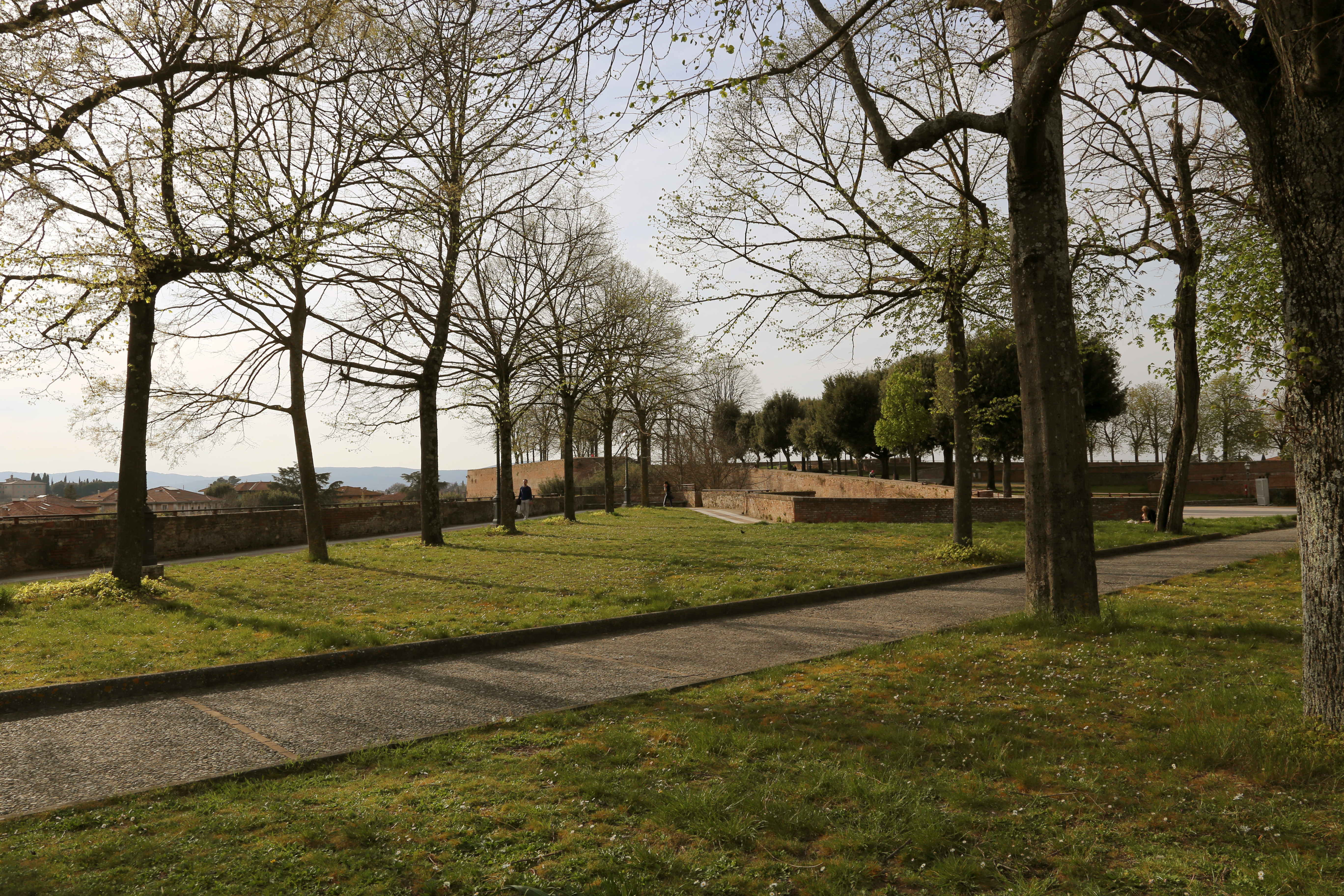
Le parc.